# Небраска-Сіті (Небраска)

Вгорі — округ Ото на мапі штату Небраска, внизу — місто Небраска-Сіті на карті округу Ото.

Небраска-Сіті (англ. Nebraska City) — місто (англ. city) в США, адміністративний центр округу Ото штату Небраска. Населення — 7222 особи (2020). Одне з найстаріших інкорпорованих міст в штаті (1855).

## Географія
Небраска-Сіті розташоване у східній частині округу на межі зі штатом Айова на річці Міссурі. Небраска-Сіті розташована за координатами 40°40′31″ пн. ш. 95°51′40″ зх. д. / 40.67528° пн. ш. 95.86111° зх. д. (40.675373, -95.861244).  За даними Бюро перепису населення США в 2010 році місто мало площу 12,15 км², уся площа — суходіл.

## Демографія
Згідно з переписом 2010 року, у місті мешкало 7289 осіб у 2960 домогосподарствах у складі 1867 родин. Густота населення становила 600 осіб/км².  Було 3265 помешкань (269/км²).
Расовий склад населення:
| - 91,5 % — білих - 0,7 % — азіатів - 0,4 % — чорних або афроамериканців - 0,3 % — корінних американців - 0,2 % — вихідців з тихоокеанських островів - 5,3 % — осіб інших рас |

До двох чи більше рас належало 1,6 %. Частка іспаномовних становила 10,9 % від усіх жителів.
За віковим діапазоном населення розподілялося таким чином: 24,4 % — особи молодші 18 років, 55,9 % — особи у віці 18—64 років, 19,7 % — особи у віці 65 років та старші. Медіана віку мешканця становила 40,9 року. На 100 осіб жіночої статі у місті припадало 89,7 чоловіків;  на 100 жінок у віці від 18 років та старших — 85,5 чоловіків також старших 18 років.
Середній дохід на одне домашнє господарство  становив 51 079 доларів США (медіана — 42 327), а середній дохід на одну сім'ю — 61 190 доларів (медіана — 56 875). Медіана доходів становила 37 100 доларів для чоловіків та 31 789 доларів для жінок. За межею бідності перебувало 15,0 % осіб, у тому числі 19,6 % дітей у віці до 18 років та 8,7 % осіб у віці 65 років та старших.
Цивільне працевлаштоване населення становило 3659 осіб. Основні галузі зайнятості: виробництво — 23,9 %, освіта, охорона здоров'я та соціальна допомога — 23,6 %, мистецтво, розваги та відпочинок — 10,9 %, роздрібна торгівля — 10,1 %.